# Natalia Gruzdeva
Natalia Gruzdeva –en ruso, Наталия Груздева– es una deportista rusa que compitió en natación sincronizada. Ganó dos medallas de oro en el Campeonato Europeo de Natación, en los años 1993 y 1997.

## Palmarés internacional
| Campeonato Europeo | Campeonato Europeo      | Campeonato Europeo | Campeonato Europeo |
| Año                | Lugar                   | Medalla            | Prueba             |
| ------------------ | ----------------------- | ------------------ | ------------------ |
| 1993               | Sheffield (Reino Unido) | Medalla de oro     | Equipo             |
| 1997               | Sevilla (España)        | Medalla de oro     | Equipo             |